# Réserve indienne des Nez-Percés
La réserve des Nez-Percés est une réserve indienne américaine de la tribu des Nez-Percés située en Idaho. Initialement créée en 1855 par le conseil de Walla Walla, elle fut réduite de près de 90 % en 1863.